# Rubén González Rocha
Rubén González Rocha (Santiago de Compostela, La Coruña, 29 de enero de 1982), conocido como Rubén, es un exfutbolista español. Se desempeñaba en la posición de defensa.

## Trayectoria
Rubén nació como futbolista en Galicia, pronto se enroló en un histórico club santiagués, el Conxo, de ahí pasó a las categorías inferiores del primer equipo de la ciudad, la S. D. Compostela, aunque no por mucho tiempo, los ojeadores del Real Madrid se fijaron en él y se incorporó al club. Esto causó un enfado monumental del por aquel entonces presidente del Compos, José María Caneda que incluso llegó a despedir al hermano de Rubén, Chechu que era titular en el equipo juvenil del equipo santiagués.
Debutó en Primera División en 2001 con el Real Madrid, pero apenas jugó 4 partidos en los 3 años que estuvo. La gran oportunidad para su titularidad le llegó en el partido contra el Sevilla en el Sánchez Pizjuán, donde el equipo recibió tres goles en los primeros minutos de partido y Rubén fue señalado por el entrenador Queiroz como el principal responsable de ello, siendo sustituido a los 25 minutos de comenzar el encuentro, lo que motivó que rompiese a llorar una vez en el banquillo en una estampa tristemente inolvidable. 
El último año (2004) fue cedido al equipo alemán del Borussia Mönchengladbach, pero tampoco jugó partidos.
Es entonces cuando un equipo de Segunda División se fija en él, el Albacete Balompié, y empieza a despuntar. Luego pasaría a jugar con el Racing de Santander.
Tras dos años en segunda división con el Celta de Vigo, ficha por dos temporadas con posibilidad de una tercera por el R. C. D. Mallorca sin pagar por su traspaso, y en mayo de 2011 fichó por el C. A. Osasuna para la temporada 2011/2012.
Tras su paso por el F. K. Baku, el 12 de agosto de 2014 ficha por el Real Zaragoza de la Liga Adelante firmando un contrato por dos temporadas.
En septiembre de 2016 firma por el Delhi Dynamos de la Superliga India. En enero de 2017 vuelve a España y firma por el Coruxo F.C., equipo gallego de Segunda División B. En julio de 2017 anuncia su retirada.
Desde noviembre de 2021 es entrenador en las categorías inferiores del Pontevedra Club de Fútbol, dirigiendo al Cadete "A".

## Clubes
| Club                       | País       | Año       |
| -------------------------- | ---------- | --------- |
| Real Madrid C. F. "B"      | España     | 2000-2003 |
| Real Madrid C. F.          | España     | 2001-2003 |
| Borussia Mönchengladbach   | Alemania   | 2004      |
| Albacete Balompié          | España     | 2004-2005 |
| Real Madrid Castilla C. F. | España     | 2005-2006 |
| Racing de Santander        | España     | 2006-2007 |
| R. C. Celta de Vigo        | España     | 2007-2009 |
| R. C. D. Mallorca          | España     | 2009-2011 |
| C. A. Osasuna              | España     | 2011-2013 |
| F. K. Baku                 | Azerbaiyán | 2013-2014 |
| Real Zaragoza              | España     | 2014-2016 |
| Delhi Dynamos F. C.        | India      | 2016-2017 |
| Coruxo F. C.               | España     | 2017      |